# Superfície de Bézier

Mostra superfície de Bézier; vermell - punts de control, blau - quadrícula de control, negre - aproximació de la superfície

Les superfícies de Bézier són una espècie de spline matemàtica utilitzada en gràfics per ordinador, disseny assistit per ordinador i modelatge d'elements finits. Igual que amb les corbes de Bézier, una superfície de Bézier està definida per un conjunt de punts de control. Similar a la interpolació en molts aspectes, una diferència clau és que la superfície, en general, no passa pels punts de control centrals; més aviat, s'estira cap a ells com si cadascun fos una força atractiva. Són visualment intuïtius i, per a moltes aplicacions, matemàticament convenients.

## Història
Les superfícies de Bézier van ser descrites per primera vegada l'any 1962 per l'enginyer francès Pierre Bézier que les va utilitzar per dissenyar carrosseries d'automòbils. Les superfícies de Bézier poden ser de qualsevol grau, però les superfícies de Bézier bicúbiques generalment proporcionen suficients graus de llibertat per a la majoria d'aplicacions.

## Equació
Una superfície de Bézier donada de grau (n , m) es defineix per un conjunt de (n + 1)(m + 1) punts de control k i, j on i = 0,... , n i j = 0,... , m. Mapa el quadrat de la unitat en una superfície llisa i contínua incrustada dins de l'espai que conté els k i, j s – per exemple, si el k i, j s són tots punts en un espai de quatre dimensions, aleshores la superfície estarà dins d'un espai de quatre dimensions.
Una superfície de Bézier bidimensional es pot definir com una superfície paramètrica on la posició d'un punt p en funció de les coordenades paramètriques u , v ve donada per:
{\displaystyle \mathbf {p} (u,v)=\sum _{i=0}^{n}\sum _{j=0}^{m}B_{i}^{n}(u)\,B_{j}^{m}(v)\,\mathbf {k} _{i,j}}
avaluat sobre el quadrat de la unitat, on
{\displaystyle B_{i}^{n}(u)={n \choose i}u^{i}(1-u)^{n-i}}
és una base polinomi de Bernstein, i
{\displaystyle {n \choose i}={\frac {n!}{i!(n-i)!}}}
és un coeficient binomial.

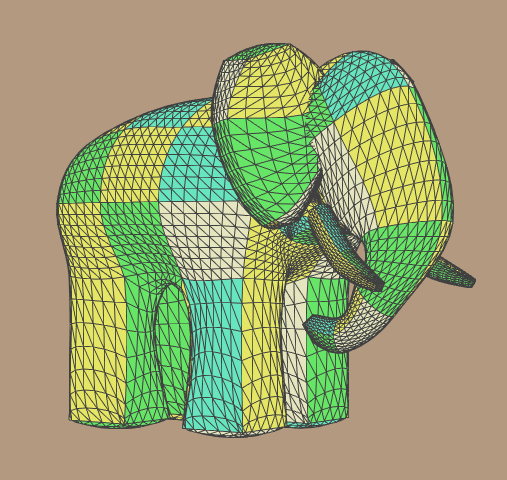
El model "Gumbo" d'Ed Catmull, compost per pegats

Algunes propietats de les superfícies de Bézier:
- Una superfície de Bézier es transformarà de la mateixa manera que els seus punts de control sota totes les transformacions i translacions lineals.
- Tots vosaltres = constant i v = línies constants en el (u , v) espai i, en particular, les quatre vores de la deformació (u , v) el quadrat unitari són les corbes de Bézier.
- Una superfície de Bézier es troba completament dins del casc convex dels seus punts de control i, per tant, també completament dins del quadre delimitador dels seus punts de control en qualsevol sistema de coordenades cartesianes donat.
- Els punts del pegat corresponents a les cantonades del quadrat de la unitat deformada coincideixen amb quatre dels punts de control.
- Tanmateix, una superfície de Bézier no passa generalment pels seus altres punts de control.

En general, l'ús més comú de les superfícies de Bézier és com a xarxes de pegats bicúbics (on m = n = 3). Així, la geometria d'un sol pegat bicúbic està completament definida per un conjunt de 16 punts de control. Normalment s'uneixen per formar una superfície B-spline de la mateixa manera que les corbes de Bézier s'uneixen per formar una corba B-spline.